# Trommelzeichen
Trommelzeichen sind akustische Signale, die mit einer Nachrichtentrommel gesendet werden.
Nicht nur die Menschen, sondern auch Tiere verwenden solche Signale. Beispielsweise klopfen Steinfliegen mit dem Hinterleib auf den Boden, und von afrikanischen Termiten ist bekannt, dass die „Soldaten“ zweier Arten mit ihrem Kopf akustische Signale geben.